# Schi fond la Jocurile Olimpice de iarnă din 2018 - sprint clasic (masculin)
Proba de schi fond, sprin clasic masculin de la Jocurile Olimpice de iarnă din 2018 de la Pyeongchang, Coreea de Sud a avut loc pe 13 februarie 2018 la Alpensia Cross-Country Skiing Centre.

## Program
Orele sunt orele Coreei de Sud (ora României + 7 ore).
| Dată         | Ora         | Rundă  |
| ------------ | ----------- | ------ |
| 13 februarie | 20:00-22:00 | Finală |

## Rezultate
Q — Calificat pentru runda următoare
LL — lucky loser
PF — foto finiș
DSQ — descalificat

### Calificări
Calificările au avut loc la 18:15.
| Loc | Număr de concurs | Sportiv                 | Țara                         | Timp    | Deficit  | Note |
| --- | ---------------- | ----------------------- | ---------------------------- | ------- | -------- | ---- |
| 1   | 9                | Ristomatti Hakola       | Finlanda                     | 3:08,54 | —        | C    |
| 2   | 19               | Johannes Høsflot Klæbo  | Norvegia                     | 3:08,73 | +0,19    | C    |
| 3   | 5                | Aleksandr Bolshunov     | Sportivii Olimpici ai Rusiei | 3:10,20 | +1,66    | C    |
| 4   | 27               | Maicol Rastelli         | Italia                       | 3:11,32 | +2,78    | C    |
| 5   | 12               | Teodor Peterson         | Suedia                       | 3:11,55 | +3,01    | C    |
| 6   | 22               | Alexander Panzhinskiy   | Sportivii Olimpici ai Rusiei | 3:11,63 | +3,09    | C    |
| 7   | 13               | Oskar Svensson          | Suedia                       | 3:12,02 | +3,48    | C    |
| 8   | 30               | Viktor Thorn            | Suedia                       | 3:12,19 | +3,65    | C    |
| 9   | 16               | Federico Pellegrino     | Italia                       | 3:13,18 | +4,64    | C    |
| 10  | 1                | Calle Halfvarsson       | Suedia                       | 3:13.27 | +4,73    | C    |
| 11  | 17               | Pål Golberg             | Norvegia                     | 3:13,71 | +5,17    | C    |
| 12  | 8                | Emil Iversen            | Norvegia                     | 3:14,36 | +5,82    | C    |
| 13  | 24               | Alexey Poltoranin       | Kazahstan                    | 3:14,43 | +5,89    | C    |
| 14  | 25               | Alexey Vitsenko         | Sportivii Olimpici ai Rusiei | 3:14,56 | +6,02    | C    |
| 15  | 32               | Marko Kilp              | Estonia                      | 3:15,05 | +6,51    | C    |
| 16  | 31               | Sebastian Eisenlauer    | Germania                     | 3:15,06 | +6,52    | C    |
| 17  | 11               | Jovian Hediger          | Elveția                      | 3:15,86 | +7,32    | C    |
| 18  | 7                | Eirik Brandsdal         | Norvegia                     | 3:15,95 | +7,41    | C    |
| 19  | 2                | Simi Hamilton           | Statele Unite ale Americii   | 3:16,13 | +7,59    | C    |
| 20  | 4                | Baptiste Gros           | Franța                       | 3:16,27 | +7,73    | C    |
| 21  | 10               | Iivo Niskanen           | Finlanda                     | 3:16,37 | +7,83    | C    |
| 22  | 45               | Thomas Bing             | Germania                     | 3:16,66 | +8,12    | C    |
| 23  | 14               | Lauri Vuorinen          | Finlanda                     | 3:16,69 | +8,15    | C    |
| 24  | 6                | Martti Jylhä            | Finlanda                     | 3:16,79 | +8,25    | C    |
| 25  | 51               | Peter Mlynár            | Slovacia                     | 3:16,82 | +8,28    | C    |
| 26  | 39               | Len Väljas              | Canada                       | 3:17,11 | +8,57    | C    |
| 27  | 41               | Aliaksandr Voranau      | Belarus                      | 3:17,12 | +8,58    | C    |
| 28  | 53               | Kamil Bury              | Polonia                      | 3:17,15 | +8,61    | C    |
| 29  | 3                | Richard Jouve           | Franța                       | 3:17,69 | +9,15    | C    |
| 30  | 34               | Erik Bjornsen           | Statele Unite ale Americii   | 3:17,69 | +9,15    | C    |
| 31  | 33               | Raido Ränkel            | Estonia                      | 3:17,88 | +9,34    |      |
| 32  | 15               | Alex Harvey             | Canada                       | 3:17,95 | +9,41    |      |
| 32  | 29               | Miha Šimenc             | Slovenia                     | 3:17,95 | +9,41    |      |
| 34  | 20               | Lucas Chanavat          | Franța                       | 3:18,46 | +9,92    |      |
| 35  | 23               | Dominik Baldauf         | Austria                      | 3:18,54 | +10,00   |      |
| 35  | 52               | Jesse Cockney           | Canada                       | 3:18,54 | +10,00   |      |
| 37  | 21               | Andrew Newell           | Statele Unite ale Americii   | 3:19,36 | +10,82   |      |
| 38  | 26               | Maciej Staręga          | Polonia                      | 3:19,42 | +10,88   |      |
| 39  | 60               | Ueli Schnider           | Elveția                      | 3:19,47 | +10,93   |      |
| 40  | 50               | Mirco Bertolina         | Italia                       | 3:20,07 | +11,53   |      |
| 41  | 38               | Stefan Zelger           | Italia                       | 3:20,18 | +11,64   |      |
| 42  | 44               | Logan Hanneman          | Statele Unite ale Americii   | 3:20,74 | +12,20   |      |
| 43  | 58               | Aleš Razým              | Cehia                        | 3:21,05 | +12,51   |      |
| 44  | 47               | Modestas Vaičiulis      | Lituania                     | 3:21,10 | +12,56   |      |
| 45  | 18               | Andrew Young            | Marea Britanie               | 3:21,50 | +12,96   |      |
| 46  | 28               | Janez Lampič            | Slovenia                     | 3:22,03 | +13,49   |      |
| 47  | 59               | Alin Florin Cioancă     | România                      | 3:22,22 | +13,68   |      |
| 48  | 37               | Andrey Melnichenko      | Sportivii Olimpici ai Rusiei | 3:22,27 | +13,73   |      |
| 49  | 56               | Kim Magnus              | Coreea de Sud                | 3:22,36 | +13,82   |      |
| 50  | 35               | Erwan Käser             | Elveția                      | 3:22,48 | +13,94   |      |
| 51  | 43               | Denis Volotka           | Kazahstan                    | 3:22,52 | +13,98   |      |
| 52  | 49               | Karel Tammjärv          | Estonia                      | 3:22,68 | +14,14   |      |
| 53  | 36               | Luis Stadlober          | Austria                      | 3:23,01 | +14,47   |      |
| 54  | 46               | Russell Kennedy         | Canada                       | 3:23,37 | +14,83   |      |
| 55  | 71               | Isak Stianson Pedersen  | Islanda                      | 3:24,57 | +16,03   |      |
| 56  | 62               | Andrej Segeč            | Slovacia                     | 3:24,84 | +16,30   |      |
| 57  | 63               | Mark Chanloung          | Thailanda                    | 3:26,12 | +17,58   |      |
| 58  | 55               | Miroslav Rypl           | Cehia                        | 3:27,46 | +18,92   |      |
| 59  | 68               | Veselin Tzinzov         | Bulgaria                     | 3:28,19 | +19,65   |      |
| 60  | 40               | Michal Novák            | Cehia                        | 3:28,33 | +19,79   |      |
| 61  | 61               | Miroslav Šulek          | Slovacia                     | 3:28,74 | +20,20   |      |
| 62  | 70               | Thomas Hjalmar Westgård | Irlanda                      | 3:29,16 | +21,07   |      |
| 63  | 57               | Indulis Bikše           | Letonia                      | 3:30,53 | +21,99   |      |
| 64  | 67               | Mantas Strolia          | Lituania                     | 3:31,11 | +22,57   |      |
| 65  | 42               | Phillip Bellingham      | Australia                    | 3:31,54 | +23,00   |      |
| 66  | 54               | Wang Qiang              | China                        | 3:31,56 | +23,02   |      |
| 67  | 65               | Ádám Kónya              | Ungaria                      | 3:31,84 | +23,30   |      |
| 68  | 75               | Yordan Chuchuganov      | Bulgaria                     | 3:32,62 | +24,08   |      |
| 69  | 66               | Edi Dadić               | Croația                      | 3:33,17 | +24,63   |      |
| 70  | 48               | Oleksii Krasovskyi      | Ucraina                      | 3:33,40 | +24,86   |      |
| 71  | 73               | Hamza Dursun            | Turcia                       | 3:36,53 | +27,99   |      |
| 72  | 74               | Mikayel Mikayelyan      | Armenia                      | 3:37,40 | +28,86   |      |
| 73  | 69               | Andrii Orlyk            | Ucraina                      | 3:39,18 | +30,64   |      |
| 74  | 80               | Apostolos Angelis       | Grecia                       | 3:47,10 | +38,56   |      |
| 75  | 72               | Damir Rastić            | Serbia                       | 3:50,65 | +42,11   |      |
| 76  | 78               | Sattar Seid             | Iran                         | 3:56,08 | +47,54   |      |
| 77  | 77               | Ömer Ayçiçek            | Turcia                       | 3:57,91 | +49,37   |      |
| 78  | 76               | Tariel Zharkymbaev      | Kârgâzstan                   | 4:05,99 | +57,45   |      |
| 79  | 79               | Stavre Jada             | Macedonia                    | 4:23,85 | +1:15,31 |      |
| 80  | 64               | Sun Qinghai             | China                        | DSQ     | +99,99   |      |

### Sferturi de finală
Sfertul de finală 1
| Loc | Cap de serie | Sportiv                | Țara                       | Timp    | Deficit | Note |
| --- | ------------ | ---------------------- | -------------------------- | ------- | ------- | ---- |
| 1   | 2            | Johannes Høsflot Klæbo | Norvegia                   | 3:11,09 | —       | C    |
| 2   | 5            | Teodor Peterson        | Suedia                     | 3:12,23 | +1,14   | C    |
| 3   | 29           | Richard Jouve          | Franța                     | 3:12,40 | +1,31   |      |
| 4   | 13           | Alexey Poltoranin      | Kazahstan                  | 3:12,60 | +1,51   |      |
| 5   | 30           | Erik Bjornsen          | Statele Unite ale Americii | 3:12,72 | +1,63   |      |
| 6   | 4            | Maicol Rastelli        | Italia                     | 3:14,38 | +3,29   |      |

Sfertul de finală 2
| Loc | Cap de serie | Sportiv             | Țara     | Timp    | Deficit | Note |
| --- | ------------ | ------------------- | -------- | ------- | ------- | ---- |
| 1   | 9            | Federico Pellegrino | Italia   | 3:10,55 | —       | C    |
| 2   | 11           | Pål Golberg         | Norvegia | 3:11,07 | +0,52   | C    |
| 3   | 10           | Calle Halfvarsson   | Suedia   | 3:11,95 | +1,40   | FF   |
| 4   | 15           | Marko Kilp          | Estonia  | 3:12,00 | +1,45   | FF   |
| 5   | 18           | Eirik Brandsdal     | Norvegia | 3:18,25 | +7,70   |      |
| 6   | 28           | Kamil Bury          | Polonia  | 3:25,79 | +15,24  |      |

Sfertul de finală 3
| Loc | Cap de serie | Sportiv             | Țara                         | Timp    | Deficit | Note |
| --- | ------------ | ------------------- | ---------------------------- | ------- | ------- | ---- |
| 1   | 3            | Aleksandr Bolshunov | Sportivii Olimpici ai Rusiei | 3:08,45 | —       | C    |
| 2   | 1            | Ristomatti Hakola   | Finlanda                     | 3:09,41 | +0,96   | C    |
| 3   | 21           | Iivo Niskanen       | Finlanda                     | 3:12,20 | +3,75   |      |
| 4   | 17           | Jovian Hediger      | Elveția                      | 3:14,25 | +5,80   |      |
| 5   | 27           | Aliaksandr Voranau  | Belarus                      | 3:14,95 | +6,50   |      |
| 6   | 8            | Viktor Thorn        | Suedia                       | 3:17,33 | +8,88   |      |

Sfertul de finală 4
| Loc | Cap de serie | Sportiv               | Țara                         | Timp    | Deficit | Note |
| --- | ------------ | --------------------- | ---------------------------- | ------- | ------- | ---- |
| 1   | 7            | Oskar Svensson        | Suedia                       | 3:08,77 | —       | C    |
| 2   | 12           | Emil Iversen          | Norvegia                     | 3:10,21 | +1,44   | C    |
| 3   | 26           | Len Väljas            | Canada                       | 3:10,87 | +2,10   | LL   |
| 4   | 6            | Alexander Panzhinskiy | Sportivii Olimpici ai Rusiei | 3:11,15 | +2,38   | LL   |
| 5   | 25           | Peter Mlynár          | Slovacia                     | 3:15,77 | +7,00   |      |
| 6   | 16           | Sebastian Eisenlauer  | Germania                     | 3:16,22 | +7,45   |      |

Sfertul de finală 5
| Loc | Cap de serie | Sportiv         | Țara                         | Timp    | Deficit | Note  |
| --- | ------------ | --------------- | ---------------------------- | ------- | ------- | ----- |
| 1   | 24           | Martti Jylhä    | Finlanda                     | 3:17,46 | —       | C     |
| 2   | 20           | Baptiste Gros   | Franța                       | 3:18,62 | +1,16   | C, FF |
| 3   | 22           | Thomas Bing     | Germania                     | 3:18,64 | +1,18   | FF    |
| 4   | 19           | Simi Hamilton   | Statele Unite ale Americii   | 3:27,89 | +10,43  |       |
| 5   | 14           | Alexey Vitsenko | Sportivii Olimpici ai Rusiei | 3:30,72 | +13,26  |       |
| 6   | 23           | Lauri Vuorinen  | Finlanda                     | 3:33,13 | +15,67  |       |

### Semifinale
Semifinala 1
| Loc | Cap de serie | Sportiv                | Țara                         | Timp    | Deficit | Note |
| --- | ------------ | ---------------------- | ---------------------------- | ------- | ------- | ---- |
| 1   | 2            | Johannes Høsflot Klæbo | Norvegia                     | 3:06,01 | —       | C    |
| 2   | 9            | Federico Pellegrino    | Italia                       | 3:06,17 | +0,16   | C    |
| 3   | 3            | Aleksandr Bolshunov    | Sportivii Olimpici ai Rusiei | 3:06,63 | +0,62   | LL   |
| 4   | 11           | Pål Golberg            | Norvegia                     | 3:07,24 | +1,23   | LL   |
| 5   | 5            | Teodor Peterson        | Suedia                       | 3:11,02 | +5,01   |      |
| 6   | 6            | Alexander Panzhinskiy  | Sportivii Olimpici ai Rusiei | 3:19,05 | +13,04  |      |

Semifinala 2
| Loc | Cap de serie | Sportiv           | Țara     | Timp    | Deficit | Note |
| --- | ------------ | ----------------- | -------- | ------- | ------- | ---- |
| 1   | 1            | Ristomatti Hakola | Finlanda | 3:09,93 | —       | C    |
| 2   | 7            | Oskar Svensson    | Suedia   | 3:10,61 | +0,68   | C    |
| 3   | 26           | Len Väljas        | Canada   | 3:13,91 | +3,98   |      |
| 4   | 12           | Emil Iversen      | Norvegia | 3:14,09 | +4,16   |      |
| 5   | 24           | Martti Jylhä      | Finlanda | 3:14,93 | +5,00   |      |
| 6   | 20           | Baptiste Gros     | Franța   | 3:27,44 | +17,51  |      |

### Finala
Finala a început la ora 21:37.
| Loc | Cap de serie | Sportiv                | Țara                         | Timp    | Deficit | Note |
| --- | ------------ | ---------------------- | ---------------------------- | ------- | ------- | ---- |
| 1   | 2            | Johannes Høsflot Klæbo | Norvegia                     | 3:05,75 | —       |      |
| 2   | 9            | Federico Pellegrino    | Italia                       | 3:07,09 | +1,34   | FF   |
| 3   | 3            | Aleksandr Bolshunov    | Sportivii Olimpici ai Rusiei | 3:07,11 | +1,36   | FF   |
| 4   | 11           | Pål Golberg            | Norvegia                     | 3:09,56 | +3,81   |      |
| 5   | 7            | Oskar Svensson         | Suedia                       | 3:13.48 | +7.73   |      |
| 6   | 1            | Ristomatti Hakola      | Finlanda                     | 3:26,47 | +20,72  |      |